# Картины ада
«Картины ада» (яп. 地獄変, Jigokuhen; англ. Portrait of Hell) — фильм-драма режиссёра Сиро Тоёды, вышедший на экраны в 1969 году. Экранизация одноимённого рассказа Рюноскэ Акутагавы (в русском переводе — «Муки ада»).

## Сюжет
Япония XIV века. Склочный и вредный, но талантливый художник Ёсихидэ, кореец по национальности, состоит на службе у деспотичного японского даймё Хорикавы, богатого чиновника со значительным политическим влиянием. Хорикава поручает Ёсихидэ нарисовать для него картину, изображающую рай, на одной из стен внутри его массивного дворца, желая показать всем, насколько он велик и могущественен. Ёсихидэ отказывается из-за того, что в его видении во владениях Хорикавы нет ничего, даже отдалённо напоминающего рай. Как раз наоборот, художник видит, что людям, живущим на землях Хорикавы, приходится очень тяжело, и их жизнь более напоминает ад. Он рисует и дарит господину картину, на которой изображён убитый солдатами Хорикавы старый крестьянин. Эта картина испускает зловоние гниющего трупа, а умирающий старик, изображённый на ней, начинает преследовать в видениях тирана Хорикаву.
Хорикава похищает дочь Ёсихидэ, принуждая художника создать живописный шедевр в обмен на её благополучное возвращение. В итоге Ёсихидэ просит, чтобы ему разрешили изобразить на картине ад, и Хорикава соглашается. Ёсихидэ вознамерился создать лучшую картину, но художник уже близок к безумию. Он начинает мучить своего ученика, чтобы увидеть и изобразить на холсте страдания людские. Наконец, он заявляет владыке, что видит в центре своего полотна самого Хорикаву в горящей карете, и просит его позировать на натуре. Хорикава соглашается и на это, но при этом вместо себя он сажает в карету закованную в цепи дочь художника и поджигает её. После того, как на его глазах заживо сгорела любимая дочь, художник всё же заканчивает своё полотно, а сам кончает с собой, повесившись. В заключительных кадрах Хорикава с ужасом смотрит на принесённое ему от Ёсихидэ полотно, и его начинает преследовать призрак художника.

## В ролях
- Тацуя Накадай — Ёсихидэ
- Кинносукэ Накамура — Хорикава
- Йоко Найто — Ёсика, дочь Ёсихидэ
- Хидэё Амамото
- Сюн Оидэ

## Премьеры
- — 20 сентября 1969 года состоялась национальная премьера фильма в Токио[1].
- — 18 ноября 1969 года — дата премьеры в США[2].